# La Petite Chocolatière (film, 1932)
Pour les articles homonymes, voir La Petite Chocolatière.
Pour plus de détails, voir Fiche technique et Distribution.
La Petite Chocolatière est un film français écrit et réalisé par Marc Allégret en 1931, sorti en 1932.

## Synopsis
Paul Normand est un employé faible et lâche d’un ministère français, mais ponctuel à son poste, assidu à son travail, et ambitieux pour son avenir. Pierre voit la plupart de ses objectifs échouer par la faute d'une petite parvenue qui finit par l'épouser grâce à l'astuce et la machination d'un ami.

## Fiche technique
- Titre original : La Petite Chocolatière
- Réalisation : Marc Allégret
- Assistant : Pierre Prévert
- Scénario : Marc Allégret, d'après la pièce éponyme de Paul Gavault
- Photographie : Roger Hubert, Georges Périnal
- Son : William Bell
- Décors : Gabriel Scognamillo
- Montage : Jean Mamy
- Production : Roger Richebé, Pierre Braunberger
- Société de production : Braunberger-Richebé
- Société de distribution : Braunberger-Richebé
- Pays d'origine :  France
- Langue originale : français
- Format : Noir et Blanc - 35 mm - 1,33:1 – Son Monophonique
- Genre : Comédie
- Durée : 109 minutes
- Date de sortie :
  - France : 29 février 1932
- Affiche : Henri Cerutti (France)

## Distribution
- Raimu : Félicien Bédarride
- Jacqueline Francell : Benjamine Lapistolle
- Pierre Bertin : Paul Normand
- Michèle Verly : Rosette
- Simone Simon : Julie
- André Dubosc : M. Lapistolle
- Jean Gobet : Hector
- Loute Isnard : Florise
- Lucien Arnaud : Pinglet
- Anthony Gildès : Mingassol
- Geo Lecomte : le chauffeur
- Pierre Prévert : un employé

## Autour du film
- Remake : La Petite Chocolatière d'André Berthomieu, avec Giselle Pascal et Claude Dauphin